# Stabilní množina
Stabilní množina je matematický pojem z oblasti teorie množin, konkrétněji z oblasti teorie uspořádání.

## Definice
Předpokládejme, že množina {\displaystyle X\,\!} je uspořádána relací {\displaystyle R\,\!} a {\displaystyle Y\subseteq X\,\!} je nějaká její neprázdná podmnožina.
Symbolem {\displaystyle Y^{+}\,\!} označíme množinu všech majorant množiny {\displaystyle Y\,\!}, tj. množinu

{\displaystyle Y^{+}=\{a\in X:(\forall b\in Y)(b\leq _{R}a)\}\,\!}
Symbolem {\displaystyle Y^{-}\,\!} označíme množinu všech minorant množiny {\displaystyle Y\,\!}, tj. množinu

{\displaystyle Y^{-}=\{a\in X:(\forall b\in Y)(a\leq _{R}b)\}\,\!}
Množinu {\displaystyle (Y^{+})^{-}\,\!}  nazveme stabilní obal množiny {\displaystyle Y\,\!}.
Řekneme, že množina {\displaystyle Y\,\!} je stabilní, pokud je sama sobě stabilním obalem, tj. pokud platí
{\displaystyle Y=(Y^{+})^{-}\,\!}

## Význam a příklady
Stabilní množina musí být dolní množina, protože se jedná o množinu minorant. Otázkou je, zda to platí i opačně - tj. zda je každá neprázdná dolní množina stabilní.
Například na množině {\displaystyle \omega \,\!} všech přirozených čísel je odpověď kladná - dolní množiny jsou konečné množiny typu {\displaystyle \{0,1,2,\ldots ,n\}\,\!} a celá množina {\displaystyle \omega \,\!}. V obou případech se jedná o stabilní množiny:
- {\displaystyle \{0,1,2,\ldots ,n\}^{+}=\{n,n+1,\ldots \}\,\!}
- {\displaystyle \{n,n+1,\ldots \}^{-}=\{0,1,2,\ldots ,n\}\,\!}
- {\displaystyle \omega ^{+}=\emptyset \,\!}
- {\displaystyle \emptyset ^{-}=\omega \,\!}

Na množině {\displaystyle \mathbb {R} \,\!} všech reálných čísel jsou dolními množinami všechny zdola neomezené intervaly (shora otevřené i shora uzavřené). Podívejme se, zda jsou všechny také stabilní:
- {\displaystyle ((-\infty ,x]^{+})^{-}=[x,+\infty )^{-}=(-\infty ,x]\,\!}
- {\displaystyle ((-\infty ,x)^{+})^{-}=[x,+\infty )^{-}=(-\infty ,x]\,\!}

Závěr je takový, že uzavřený interval je stabilní, ale otevřený interval nikoliv. Každá dolní množina tedy nemusí být stabilní.
Stabilních množin se používá při množinové konstrukci oboru reálných čísel, jak je podrobněji popsáno v  článku Dedekindův řez.